# City of Arabia

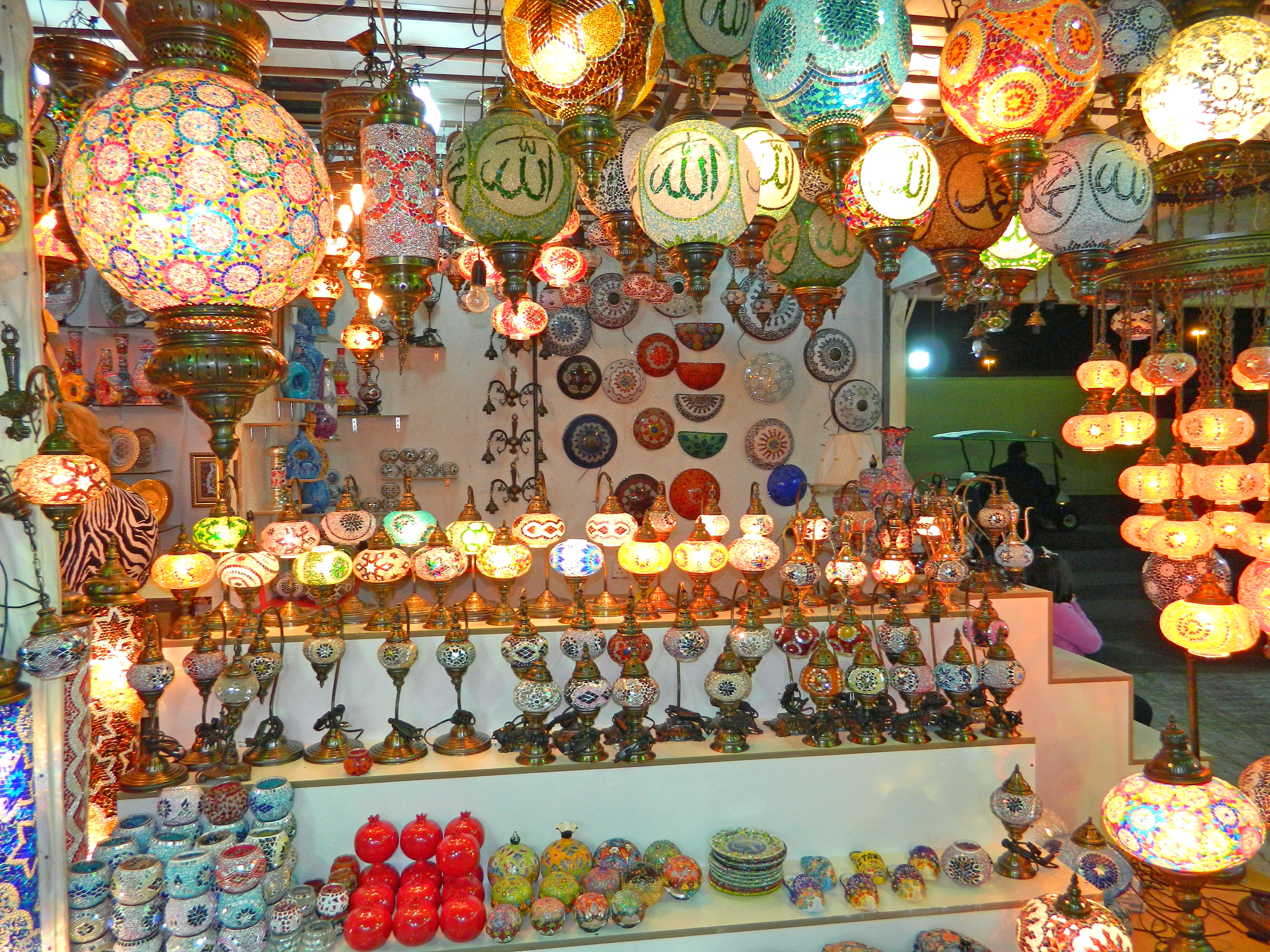
Venta de productos en un mercado de la ciudad.

'Ciudad de Arabiao City of Arabia es un proyecto de 20000000 m² en desarrollo en Dubailand, Dubái, EAU. En la actualidad está en construcción. Hay cuatro componentes de la pequeña ciudad: Mall of Arabia, Restless Planet, Wadi Walk, y las torres de Elite. También se incluyen las escuelas, oficinas, y otras necesidades. Ilyas y Mustafa Galadari Grupo, el desarrollador, los planes de vincular el desarrollo con el metro de Dubái. El Mall de Arabia se espera que sea el centro comercial más grande del mundo después de la apertura. 